# Jojol

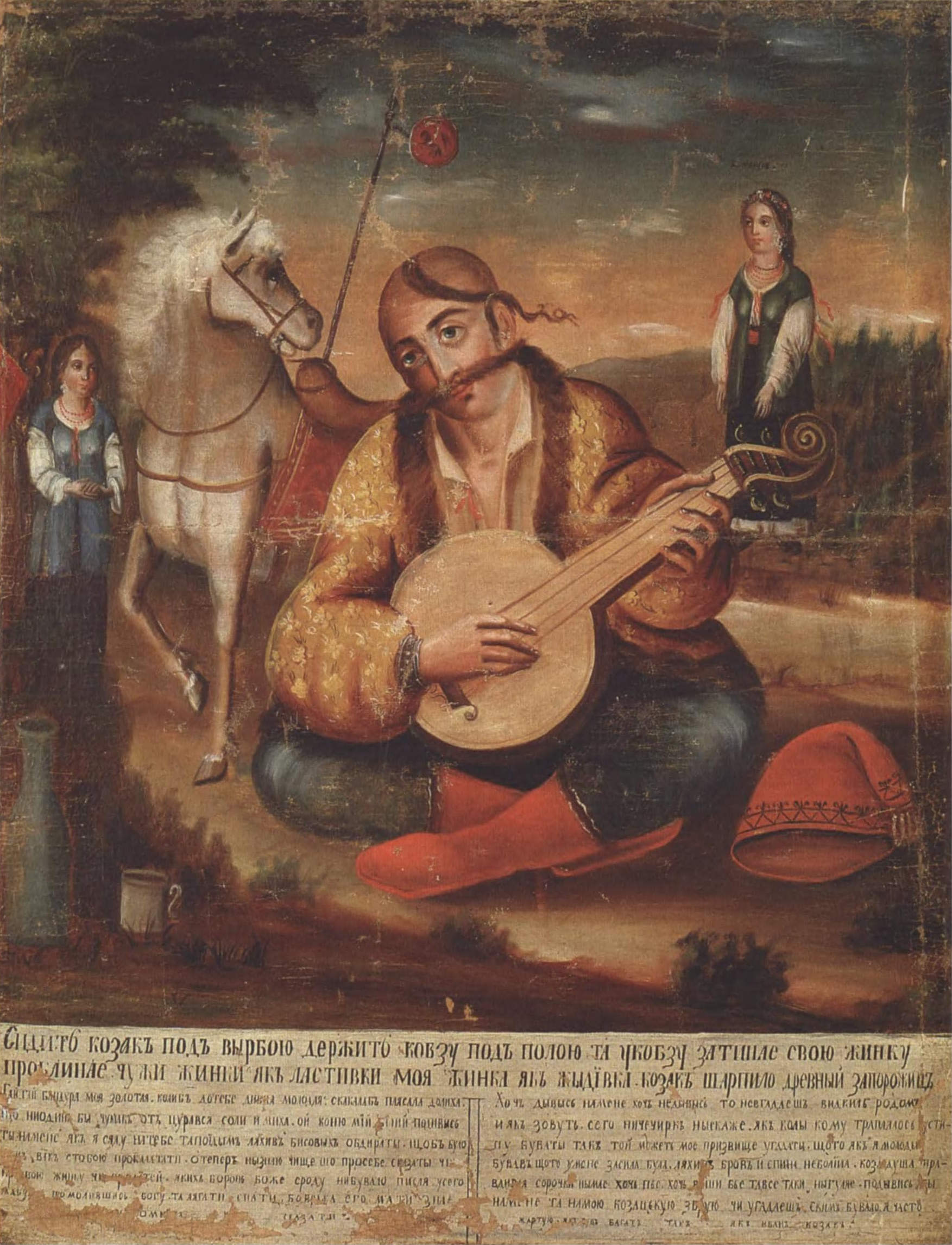
Cosaco Mamái, personaje del folclore de Ucrania.

Jojol (en ruso: хохо́л, en polaco: hahol, chachol); chub, chuprina u  oseledets (en ucraniano: чуб, чуприна, оселедець), que literalmente significa manojo de paja, es el término que describe el corte de cabello tradicional de los cosacos ucranianos: cabeza rapada, menos un mechón colgante en la parte superior o delantera de la misma. 

## Coloquialismo

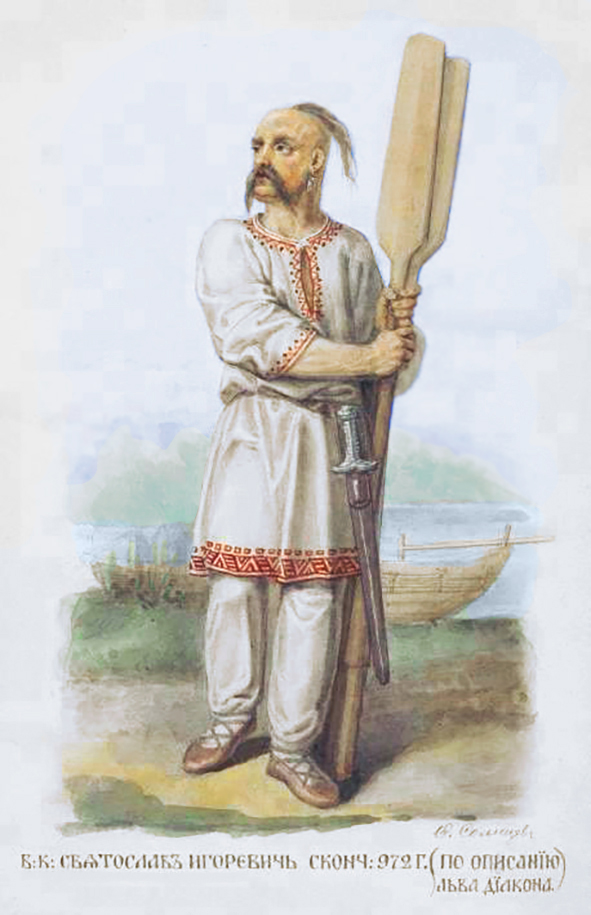
Sviatoslav I, Gran príncipe de la Rus de Kiev. Por Fiódor Sólntsev, 1869

Los rusos y polacos utilizan la palabra jojol como término peyorativo para llamar a los ucranianos. Equivale al término katsap que los ucranianos usan para los rusos.

Tomo precauciones de que aquí uso la dudosa facultad de generalizar casos particulares de "repulsión" entre rusos y ucranianos, notados en la gente común. Hay personas que atribuyen importancia al hecho de que el Gran Ruso (velikoróss) llama al Pequeño Ruso (maloróss) "Jojol", y el Pequeño Ruso (maloróss) al Gran Ruso (velikoróss) llama "Katsap" (referencia a su barba) o "Moskal", y nimiedades parecidas. Iré más allá y admitiré que, indudablemente, hay un enfrentamiento entre el Norte y el Sur de Rusia. Este es un hecho general. Existe en Alemania, y en Francia, y en Italia, y en España, y en los Estados Unidos...
Bitsilli P.M. El problema de las relaciones ruso-ucranianas a la luz de la historia. Praga: Edinstvo, 1930 

## Cultura ucraniana

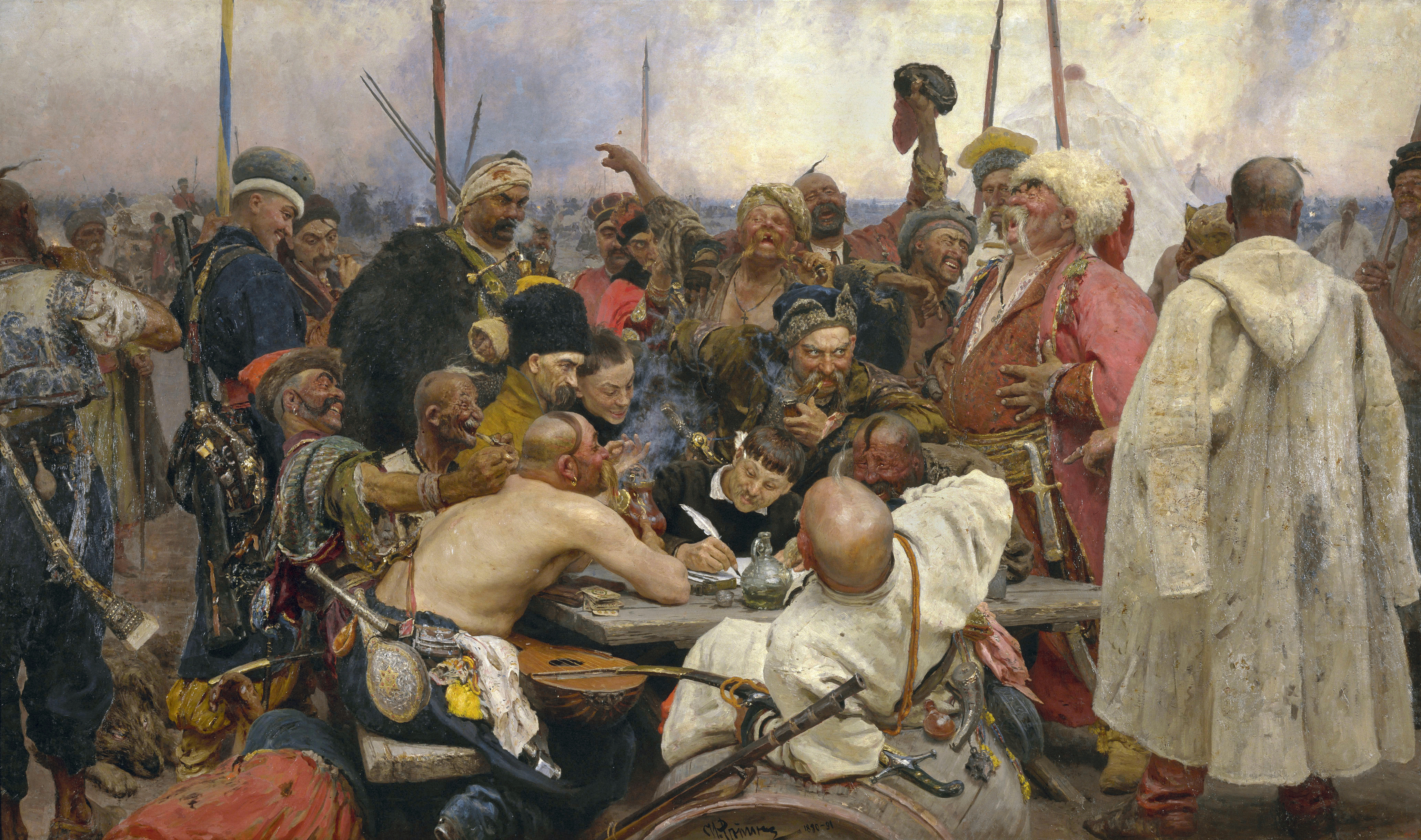
Cosacos zaporogos escribiendo una carta al Sultán (1880-91). Pintado por Iliá Repin. Los cosacos de Zaporozhia llevan jojol.

El nombre ucraniano para este corte de cabello es oseledets, chub o chuprina. Hay varios apellidos de Ucrania que derivan de esta palabra. En tiempos de los cosacos, el corte de cabello tenía un significado de honor, identificando a quien lo lucía como un cosaco verdadero. Esa tradición se representa en películas como Propala Hramota (La carta perdida), basada en uno de los relatos del libro Veladas en un caserío de Dikanka de Nikolái Gógol.
El  chub, jojol u oseledets es un rasgo típico de la imagen del cosaco ucraniano.